# 陽古
陽古（ようこ、朝鮮語: 양고、生没年未詳）は、百済の画工。イラン（ペルシア）系西域から中国南朝を経て百済に寄留していたイラン系（ペルシア）胡人か、その子孫とみられる。伊藤義教は、「陽古」の人名の原語を「陽古博士」と復原しており、パルティア語で「像の制作者」を意味する「ayinak - kar」の音写とみている。

## 人物
『日本書紀』崇峻元年の条によると、588年に、恩率の首信・徳率の蓋文・那率の福富味身ら修信使の一行として、慧聡ら僧侶たち、寺工の太良未太、文賈古子、鑪盤博士の白昧淳、瓦博士の麻奈文奴、陽貴文、㥄貴文、昔麻帝弥、画工の白加などとともに百済が仏寺堂塔建立のために日本に献じた。
伊藤義教、井本英一などは、復原した人名の原語に差異がみられるものの、百済が日本へ貢した寺工の太良未太、文賈古子、鑪盤博士の白昧淳、瓦博士の麻奈文奴、陽貴文、㥄貴文、昔麻帝弥、画工の白加、陽古などの工人たちはいずれもイラン系（ペルシア）胡人である点では意見が一致している。
百済は、高句麗、新羅と比較しても中国南朝との交渉が盛んであり、黄海を渡れば近いという地勢的な事情により、中国南朝からの渡来人も多かった。『梁書』列伝東夷条の新羅に関する記述に「語言待百済而後通焉」とあり、中国人が新羅人と会話するときは、百済人を通訳にたてるのが常であった。百済が中国江南と密接な交流があったことは、インドの僧摩羅難陀によって東晋から仏教が伝えられたことからも明らかであるが、中国南朝には早い時代からイラン系（ペルシア）胡人、アラブ人商人たちが進出しており、法興寺の造営に携わった百済の工人たちも、そのような経路をとって百済に至ったイラン系（ペルシア）胡人か、その子孫とみられる。